# CCL1
CCL1 (englisch CC-chemokine ligand 1) ist ein Zytokin aus der Familie der CC-Chemokine.

## Eigenschaften
CCL1 ist an Entzündungsprozessen beteiligt. Es bindet an CCR8 und ist chemotaktisch für verschiedene Immunzellen, darunter Monozyten, NK-Zellen, unreife B-Zellen und dendritische Zellen.